# Kolistyna
Kolistyna – antybiotyk należący do polimyksyn, inaczej nazywana polimyksyną E, produkowana jest przez niektóre szczepy Bacillus polymyxa.

## Mechanizm działania
Ze względu na budowę amfifilową, kolistyna może łatwo przenikać do komórek bakteryjnych i integrować się z fosfolipidami w błonie komórkowej, co zaburza jej strukturę. Kolistyna działa więc jak związki powierzchniowo czynne (detergenty), co prowadzi do zwiększenia przepuszczalności bakteryjnej błony komórkowej i w konsekwencji do zniszczenia komórki.

## Zakres działania
Kolistyna działa tylko na bakterie Gram-ujemne takie jak:
tlenowce:
- Enterobacteriaceae (oprócz Proteus i Serratia marcescens);
- Pseudomonas;
- Acinetobacter;

beztlenowce:
- Fusobacterium;
- Bacteroides (oprócz Bacteroides fragilis).

## Farmakokinetyka
Kolistyna nie wchłania się prawie wcale z przewodu pokarmowego, podana doustnie będzie działała tylko na bakterie znajdujące się w układzie pokarmowym. Praktycznie nie przenika do płynu mózgowo-rdzeniowego oraz do jamy opłucnej i otrzewnej. Podana dożylnie wydalana jest przez nerki w formie niezmienionej, dzięki czemu może być stosowana w zakażeniach układu moczowego. Jej aktywność jest hamowana przez Ca2+ i Mg2+.

## Działania niepożądane
Kolistyna ma wiele działań niepożądanych, do których należy m.in. neurotoksyczność i nefrotoksyczność, dlatego nie można jej stosować w niewydolności nerek. Oprócz tego powoduje uwolnienie histaminy i serotoniny przez monocyty, co może prowadzić do ostrej niewydolności oddechowej, dlatego trzeba zachować szczególną ostrożność w czasie podawania tego leku w postaci aerozolu. Kolistyna, mimo że jest bardzo podobna do polimyksyny B, to jednak jest mniej toksyczna.